# 凱烏鄉

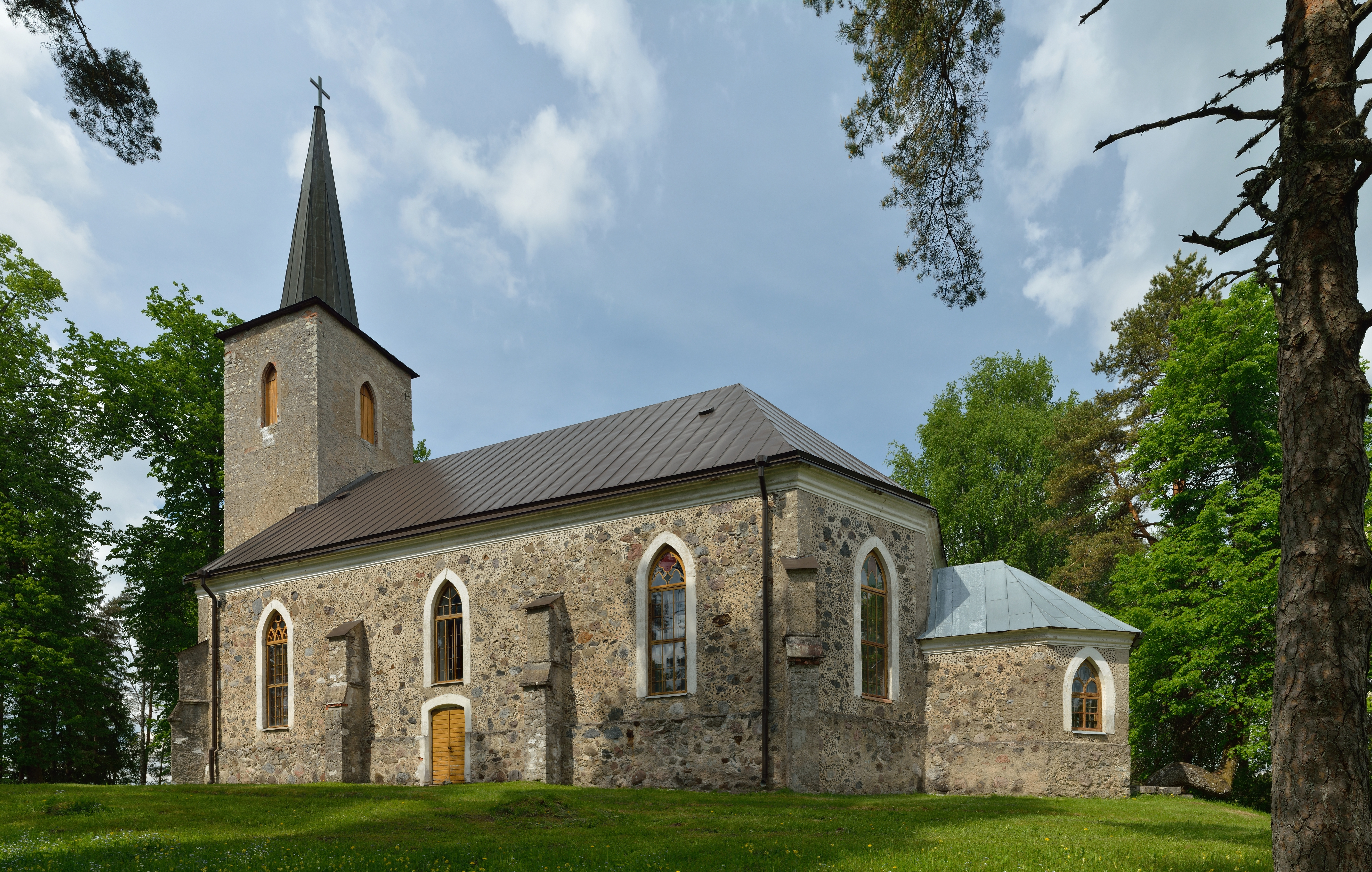
瓦哈斯图教堂

凱烏鄉，曾是愛沙尼亞拉普拉縣的一個鄉村型市镇，位於該國西部，行政中心設於凱烏，面積261平方公里，2000年人口1,700，人口密度每平方公里7人。
2017年爱沙尼亚行政改革后，凱烏市镇和其他市镇合并成新的拉普拉市镇。
59°0′49″N 25°3′29″E / 59.01361°N 25.05806°E